# Brandenburg (Familienname)
Brandenburg ist ein Familienname.

## Namensträger
- Achatius von Brandenburg (1516–nach 1578), Konsistorialrat in der Mark Brandenburg
- Alain Erlande-Brandenburg (1937–2020), französischer Kunsthistoriker
- Albert Brandenburg (Politiker) (1835–1886), französischer Jurist und Politiker
- Albert Brandenburg (Theologe) (1908–1978), deutscher römisch-katholischer Theologe
- Arnold Brandenburg (1783–1870), deutscher Jurist, Kommunalpolitiker und Lokalhistoriker
- Arthur Brandenburg (1849–1907), preußischer Generalmajor
- Carl Brandenburg (1834–1902), deutscher Jurist und Politiker (Zentrum)
- Caroline von Brandenburg-Ansbach (1683–1737), Prinzessin von Brandenburg-Ansbach, durch Heirat Königsgemahlin von Großbritannien
- Chet Brandenburg (1897–1974), US-amerikanischer Schauspieler und Stuntman
- Daan Brandenburg (* 1987), niederländischer Schachspieler
- Dora Brandenburg-Polster (1884–1958), deutsche Malerin und Grafikerin
- Erasmus Brandenburg († 1499), Domherr zu Wurzen, Propst zu Berlin und Pfarrer in Cottbus
- Erich Brandenburg (1868–1946), deutscher Historiker
- Ernst Brandenburg (Politiker) (1882–1952), deutscher Politiker (SPD), MdL Preußen
- Ernst Brandenburg (Ministerialbeamter) (1883–1952), deutscher Fliegeroffizier und Ministerialbeamter
- Ernst Brandenburg (Agrarwissenschaftler) (1901–1962), deutscher Phytomediziner
- Frida Brandenburg (* 2008), deutsche Schauspielerin
- Friedrich von Brandenburg (General) (1819–1892), preußischer General und Diplomat
- Friedrich Wilhelm von Brandenburg (Politiker) (1792–1850), preußischer Politiker
- Hans Brandenburg (Schriftsteller) (1885–1968), deutscher Schriftsteller
- Hans Brandenburg (Theologe) (1895–1990), deutscher Theologe und Autor
- Hans-Jörn Brandenburg (* 1957), deutscher Musiker und Komponist
- Heinrich Brandenburg (1913–1991), deutscher Maler
- Helmuth Brandenburg (1928–2012), deutscher Komponist, Dirigent, Saxophonist und Arrangeur
- Hermann Brandenburg (* 1959), deutscher Gerontologe
- Horst Peter Paul „Nero“ Brandenburg (1941–2022), deutscher Moderator, Journalist, Sänger und Entertainer, siehe Nero Brandenburg
- Hubertus Brandenburg (1923–2009), deutscher katholischer Bischof von Stockholm
- Hugo Brandenburg (1929–2022), deutscher Christlicher Archäologe
- Inge Brandenburg (1929–1999), deutsche Jazzsängerin und Schauspielerin
- Jens Brandenburg (* 1986), deutscher Ökonom und Politiker (FDP), MdB
- Joachim Friedrich Karl Brandenburg (1774–1844), deutscher Jurist
- Johann Christian Brandenburg (1769–1856), deutscher Jurist
- Johann Peter Brandenburg (1905–1977), deutscher Politiker (FDP/DVP)
- John E. Brandenburg (* 1953), US-amerikanischer Plasmaphysiker und Autor
- John N. Brandenburg (1929–2020), Generalleutnant der United States Army
- Julie von Brandenburg (1793–1848), illegitime Tochter des preußischen Königs Friedrich Wilhelm II., durch Heirat Herzogin von Anhalt-Köthen
- Karlheinz Brandenburg (* 1954), deutscher Elektrotechniker und Hochschullehrer
- Leo Brandenburg (1895–1946), deutscher Reichsgerichtsrat
- Marc Brandenburg (* 1965), deutscher Zeichner
- Mario Brandenburg (* 1983), deutscher Politiker (FDP)
- Martin Brandenburg (1870–1919), deutscher Maler, Zeichner und Graphiker
- Michael Christoph Brandenburg (1694–1766), deutscher evangelisch-lutherischer Geistlicher, Dichter und Librettist
- Michaela Brandenburg (* 1997), deutsche Fußballspielerin
- Nero Brandenburg (1941–2022), deutscher Moderator und Sänger
- Nico Brandenburg (* 1970), deutscher Jazz- und Weltmusiker
- Nikolai Brandenburg (1839–1903), russischer Generalleutnant und Archäologe
- Otto Brandenburg (Eishockeyspieler) (1923–2010), deutscher Eishockeyspieler
- Otto Brandenburg (Schauspieler) (1934–2007), dänischer Schauspieler und Sänger
- Paola Brandenburg (* 1984), deutsche Theater- und Filmschauspielerin
- Paul Brandenburg (Maler) (1866–1925), deutscher Maler
- Paul Brandenburg (Bildhauer) (1930–2022), deutscher Bildhauer
- Paul Brandenburg (Schauspieler) (1944–1997), niederländischer Schauspieler
- Paul Brandenburg (Mediziner) (* 1978), deutscher Arzt und Publizist
- Sanwel Brandenburg († 1791), deutscher Rabbiner
- Sieghard Brandenburg (1938–2015), deutscher Musikwissenschaftler
- Sophie Charlotte von Brandenburg-Bayreuth (1713–1747), deutsche Adelige
- Stefan Brandenburg (* 1971), deutscher Journalist
- Ulla von Brandenburg (* 1974), deutsche Malerin, Grafikerin, Installations- und Videokünstlerin
- Ulrich Brandenburg (* 1950), deutscher Diplomat
- Ulrike Brandenburg (1954–2010), deutsche Ärztin und Sexualwissenschaftlerin
- Wilhelm von Brandenburg-Ansbach-Kulmbach (1498–1563), deutsch-baltischer Bischof
- Wilhelm von Brandenburg (General) (1819–1892), preußischer Offizier, zuletzt General der Kavallerie
- Wilhelm Brandenburg (Maler) (1824–1901), deutscher Landschaftsmaler der Düsseldorfer Schule
- Will Brandenburg (* 1987), US-amerikanischer Skirennfahrer
- Winfried Brandenburg (* 1939), saarländischer Jurist und Kommunalpolitiker